# Alex Colville

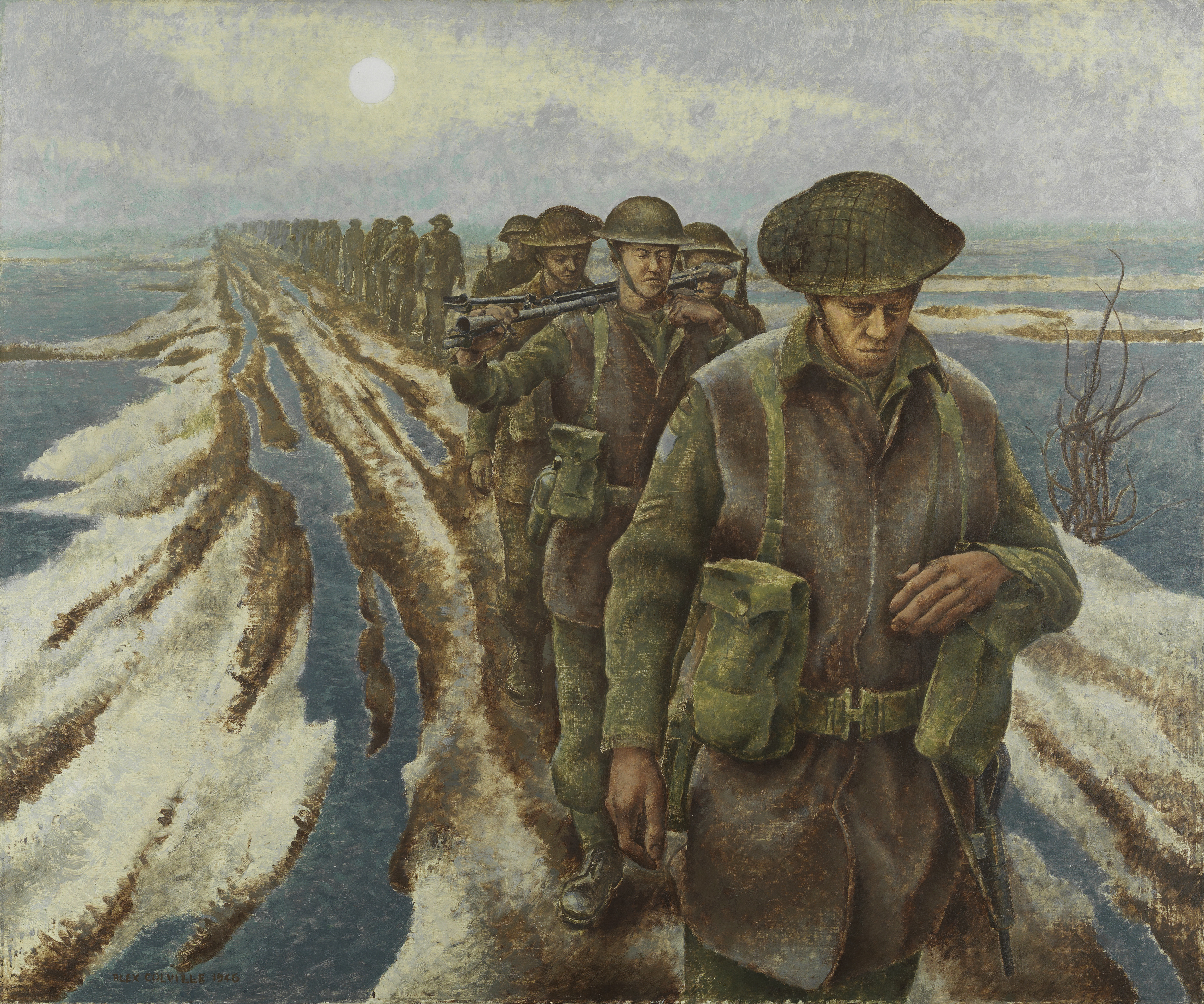
'Infantry, Nimega.

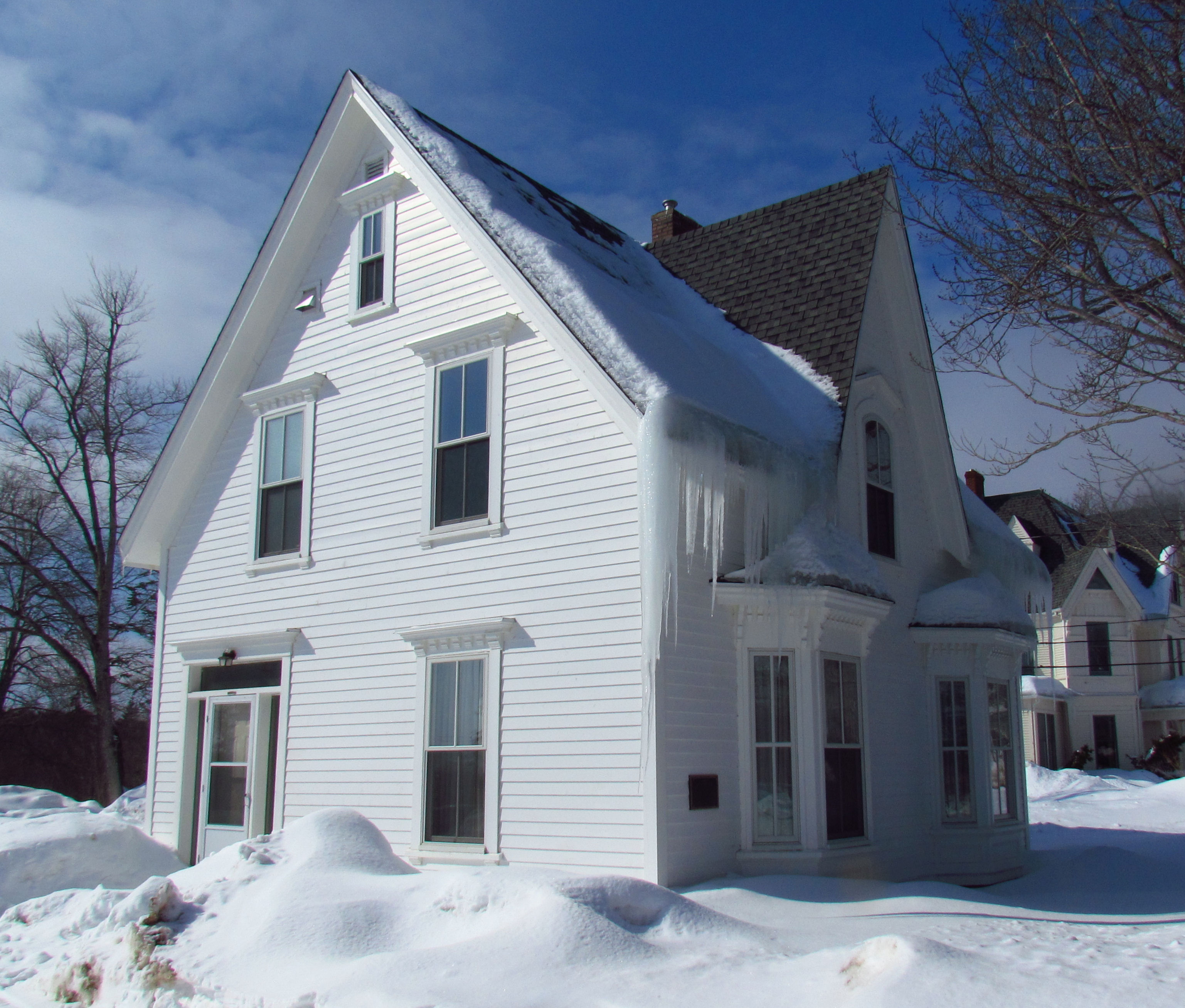
Colville House.

David Alexander Colville, detto Alex (Toronto, 24 agosto 1920 – Wolfville, 16 luglio 2013), è stato un pittore canadese.

## Biografia
Nato a Toronto (Ontario), si trasferisce da piccolo con la famiglia in Nuova Scozia. Frequenta la Università Mount Allison dal 1938 al 1942. Nel 1942 si è sposato con Rhoda Wright; per alcuni mesi parte all'estero come artista di guerra. Tiene la prima mostra personale nel 1951 a New Brunswick Museum. Negli anni cinquanta tiene mostre a New York e Toronto. Nel 1966 rappresenta il Canada alla Biennale di Venezia. L'anno seguente viene nominato ufficiale dell'Ordine del Canada. Espone, negli anni settanta, frequentemente in Europa (Berlino, Londra, Düsseldorf, Arnhem) e negli anni ottanta anche in Asia (Tokyo, Hong Kong, Pechino). Nel 1982 viene nominato compagno dell'Ordine del Canada. Diviene, nel 1990, membro del consiglio della National Gallery of Canada di Ottawa. Nel 2003 viene nominato membro dell'Ordine della Nuova Scozia. È morto serenamente nel luglio 2013.

## Opere principali
- To Prince Edward Island (1963)
- Horse and Train (1954)
- The Circuit Rider
- Pacific (1967)
- Man on verandah (1953)
- Infantry at Nijmegen